# زک و میری یک فیلم پورنو می‌سازند
زَک و میری یک فیلم پورناستار می‌سازند (به انگلیسی: Zack and Miri Make a Porno) فیلمی در ژانر کمدی، رومانتیک به کارگردانی و نویسندگی کوین اسمیت، محصول کشور ایالات متحده آمریکا، که در تاریخ ۳۱ اکتبر ۲۰۰۸ توسط شرکت واینستین کمپانی منتشر شده‌است.
از بازیگرانی که در این فیلم به ایفای نقش پرداخته‌اند؛ می‌توان از ست روگن (در نقش زَک‌‌‌‌‌براون)، الیزابت بنکس (در نقش میریام- میری لینکی)، کریگ رابینسون (تهیه‌کننده فیلم زَک: دِلینی)، جف اندرسون، جیسون موس (در نقش لِستر)، جنیفر شوالباک اسمیت (در نقش بِتسی)، تریسی لوردز (درنقش بابِلز)، کنی هاتز، جاستین لانگ، تام ساوینی، جیم نورتون و جری بدنوب نام برد.
این فیلم توانست ۶ بار کاندید دریافت جایزه از فستیوال‌های معتبر جهانی فیلم گردد؛ و ۲ بار نیز موفق به کسب آن شد. از جمله آن می‌توان به جایزه حلقه زنان منتقد فیلم در سال ۲۰۰۸ اشاره کرد.
این فیلم ۱۰۱ دقیقه‌ای که در شهر پیتسبِرگ ایالت پنسیلوانیا و در محله مُونروویل فیلمبرداری گردید؛ با بودجه‌ای معادل ۲۴ میلیون دلار تهیه و تولید شد و توانست به فروشی معادل ۴۲٬۷۸۲٬۴۶۳ میلیون دلار در گیشه، دست پیدا کند.

## داستان
«زَک براون» و «میری لینکی» در مونروویل، پنسیلوانیا حومه پیتسبورگ در حالی هم اتاقی هستند؛ که از کلاس اول با هم دوست و ۲۰ سال است که هیچ رابطه‌ی‌جنسی باهم ندارند.‌‌ علی‎رغم شغل آنها که میری در مرکز خرید محلی و زک در یک کافی‌شاپ کار می‌کنند؛ آن‌ها چندین ماه‌ است که قادر به پرداخت قبوض آب و برق منزل اشتراکی خود نیستند. زیرا زک بیشتر اوقات فراغت خود را به بازی در تیم هاکی پنگوئن‎های پیتسبورگ و موقعیتش در جامعه آماتورها اختصاص داده‎است.
میری در کافه‎ای که زک درآن کار می‎کند؛ ‎شروع به پرو و انتخاب لباس برای مهمانی می‎کند؛ که دو پسر نوجوان ازفرصت به‎دست آمده برای دیدزدن میری که شورت مامان‌بزرگی "پانسر مادربزرگ" دارد، استفاده کرده و از او فیلم می‌گیرند و در سایت پورن آپلود می‌کنند. 
بعد از کار و در شب قبل از روز شکرگزاری، زک و میری به جشن و مهمانی دوستانِ قدیمی دبیرستان می‎روند. در ملاقات مجدد دوستان، میری تلاش می‎کند تا همکلاسی جذاب سابق خود یعنی «بابی لانگ» را اغوا کند؛ و حتی به او پیشنهاد رابطه و سکس با خودش را می‌دهد؛ تا از این راه بتواند، بدهی‎های آپارتمان مشترک را بپردازد.
در حالی که زک با «براندون سنت رندی» صحبت می‎کند؛ به این موضوع پی‎  می‎برد که او یک ستاره پورنو، همجنس گرا و دوست پسر بابی است؛ و این‌گونه نقشه میری خراب می‌شود. اما براندون از روی فیلمِ میری، که حالا بازدیدکننده فراوانی پیدا کرده و میری را به ستاره پورن دنیای مجازی تبدیل کرده‎است؛ او را می‌شناسد و با هم عکسی به یادگار می‌گیرند. 
پس از بازگشت به خانه، برق آپارتمان و پس از مدتی سرویس آب نیز قطع می‎شود. زک با الهام از رابطه بابی و براندون و همچنین ویدیوی موفق میری، که حالا هزاران طرفدار پیدا کرده‎است؛ میری را متقاعد می‎کند که برای کسب درآمد، باید یا با صاحب‌خانه هم‎بستر شود و یا باهم یک فیلم پورن بسازند.
آنها با اجاره یک مکان ارزان و جمع آوری گروهی از آشنایان و استخدام چند دختر بار و پسران مستعد به عنوان بازیگر و خدمه، تصمیم می‎گیرند با تقلید مسخره آمیز از یک فیلم (جنگ ستارگان، فیلم پارودی) نسخه شهوانی فیلم، با عنوان ستاره‌های جنده «Star Whores» را فیلم‎برداری و تولید کنند. این درحالی است که زک فیلم‌نامه را طوری می‎نویسد که میری در طول فیلم‌برداری تنها با او سکس داشته باشد؛ که این مسئله اصلاً مورد تایید میری نیست.
«دِلینی»، تهیه کننده فیلم و همکار زَک، تجهیزات فیلم و ساختمانی را برای استفاده به عنوان استودیو اجاره می‌کند. وقتی بعد از شب اول فیلم‎برداری به استودیو برمی‌گردند، ساختمان را در حال تخریب ، تمام تجهیزات و لباس‌ها داخل آن را نابودشده می‎یابند. به آنها گفته می‎شود که مردی که ساختمان را به آنها اجاره داده است، باکلاهبرداری ازآن‎ها به فلوریدا فرار کرده است. 
زک و گروهش ناامیدانه در کافه با هم قرار می‎گذارند؛ زَک به‌یاد می‌آورد، رئیسش قبلاً تهدید به نصب یک دوربین مخفی درکافه کرده بود. زَک دوربین را پیدا می‎کند و تصمیم می‎گیرد تا فیلم‎برداری را در کافی شاپ و با دوربین به‎دست آمده ادامه دهد؛ و نام فیلم را به  کیرپوچینوی منو بخور «Swallow My Cockuccino» تغییر ‎دهد. گروه بعد از ساعت‌کاری کافه، شروع به فیلمبرداری شبانه می‌کنند.
زک و میری علی‎رغم اصرار بر اینکه اجازه ‌ندهند رابطه جنسی با یکدیگر بر دوستی آنها تأثیر بُگذارد، به زودی و درجریان فیلم احساسات عاشقانه‌ای نسبت به یکدیگر پیدا می‌کنند. زمانی که نوبت سکس زَک و میری در مقابل دوربین فرا می‌رسد، گروه متوجه می‎شود که رابطه‎جنسی آن‎ها هیچ شباهتی به فیلم پورن ندارد؛ و در واقع آن‎ها یک صحنه عاشقانه را فیلمبرداری کرده‎اند.
بعدازظهر روز بعد و در خانه مشترک، زَک و میری در حال صحبت درباره‌ی کیفیت رابطه‌جنسی خود در فیلم هستند؛ که ناگهان سرویس برق و آب آپارتمان برمی‎گردد. بازیگران و دوستان با سوپرایزکردن زک و میری فاش می‌کنند که تمام درآمد خود را برای پرداخت صورت‌ حساب‌های این زوج جمع کرده‌اند و برای آنها یک پارتی برگزار می‌کنند. در مهمانی یکی از بازیگران زن به‎نام «اِستیسی»، نظر میری را درباره صحنه رابطه جنسی پیش رویش در فیلم، با زک می‎پرسد؛  واین‎که آیا برای آماده‎شدن پیش از فیلم‎برداری فردا، اجازه دارد آن‎شب با زک سکس کند؟! اگرچه میری متوجه شده که نسبت به زک احساساتی دارد، اما درخواست اِستیسی را تایید می‌کند. وقتی اِستیسی این موضوع را با زَک درمیان می‎گذارد؛ آن دو برای سکس، به اتاق خواب زک می‌روند؛ که باعث ناراحتی میری می‌شود.
عصر روز بعد، زَک در حال آماده شدن برای فیلم‎برداری صحنه‎ای بین استیسی و بازیگر دیگری به نام «لِستر» است؛ که طبق فیلم‎نامه، قرار بود با حضور میری و لِستر فیلم‌برداری شود. میری وارد می‌شود و اصرار دارد که صحنه را طبق برنامه‎ریزی اولیه خودش بازی کند. زَک که ناامید شده‎است؛ در اتاق پشتی، با ناباوری از میری می‎پرسد، که آیا این کار را برای تلافی انجام می‎دهد؟ میری توضیح می‎دهد که اصلاً همبسترشدن و سکس دیشب اِستیسی و زَک برایش مهم نبوده‎است. زک با درک این‎که این نوعی آزمایش از طرف میری بوده است؛ اعتراف می‌کند که در طول صحنه‌ی جنسی که با هم فیلم‌برداری کرده‌اند، در واقع در حال عشق‌بازی و از نظر عاطفی باهم در ارتباط بوده‎اند؛ و او عاشقانه میری را دوست دارد. ولی میری به او جواب نمی‌دهد. زک با اشاره به این‌که اگر حتی آن‌شب با اِستیسی سکس نکرده باشد، در حس میری به او تفاوتی ایجاد می‎شود؟ با قهر از کافی شاپ بیرون می‎آید و ادامه فیلم را رها و از آپارتمان مشترک هم نقل مکان می کند. 
سه ماه بعد، دِلینی به دیدن زَک که اکنون به عنوان هدف تیراندازی پینت‎بال، در شهربازی کار می‎کند؛ می‎رود. دِیلینی او را متقاعد می‎کند که برای دیدن فیلم ناتمام و کمک به تکمیل آن به خانه دِلینی بیاید. زُک موافقت می‎کند و همانطور که دِلینی و فیلمبردار «دیکِن» توضیح می‎دهند، زَک متوجه می‎شود که میری بعد از رفتن او هرگز از صحنه سکس خود با لِستر و شخص دیگری فیلمبرداری نکرده‎است.
زَک به آپارتمان میری می‎رود و فاش می‎کند، که هرگز با اِستیسی نخوابیده است؛ و در عوض تمام شب درباره میری با اِستیسی صحبت کرده‌است. او دوباره عشق خود را به میری ابراز می‎کند. در این بین زَک با دیدن لِستر که مست و برهنه در خانه راه می‎رود، به میری و رابطه‎جنسی بین آن دو شک می‌کند. “ولی عشق او به میری به‌مانند رودی خروشان، تمام سَدها را از پیش رو بر‌می‌دارد.” این‎بار هم لِستر توضیح می‌دهد که هم‌خانه شدن با میری تنها به‌خاطر پرداخت اجاره خانه بوده‌است؛ و زَک متوجه می‎شود علی‎رغم درخواست لِستر برای سکس، میری و لِستر هیچ رابطه‌جنسی باهم نداشته‌اند؛ و درواقع میری عاشقانه برای زک صبر کرده‌است.
پس از اتمام فیلم و بعد از تیتراژ پایانی متوجه می‌شويم؛ که زک و میری با هم ازدواج کرده‎اند؛ و با کمک دِلینی، شرکت تولید ویدیوی خود (به‎نام: Zack and Miri Make Your Porno ) را راه‌اندازی و پس از تولید چند فیلم سینمایی موفق، حالا برای زوج‌های جوان و آماتور، ویدیوهای حرفه‌ای از شبِ‎زفاف می‌سازند.